# Extinción ondulante

Extinción ondulante en el cuarzo de ortogneis.

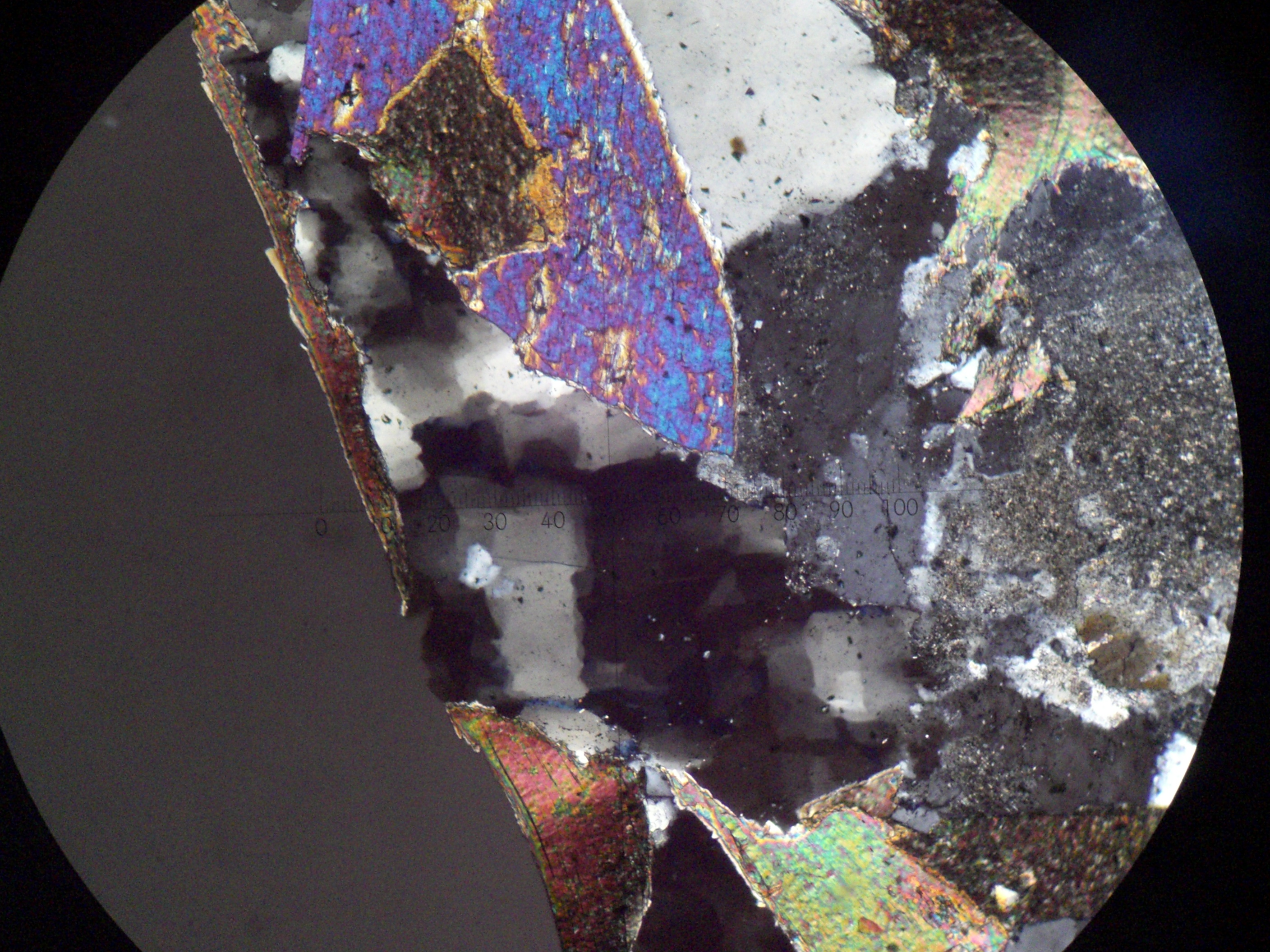
Aspecto moteado al dislocar el material.

La extinción ondulante o extinción ondulada es un término utilizado en geología para referirse a un determinado tipo de interferencia óptica que se produce en algunos minerales preparados en láminas delgadas, cuando se hacen girar mientras son observados mediante un microscopio petrográfico con luz polarizada de trasluz.
Este tipo de interferencia óptica se produce en aquellos minerales que se encuentran formados por la superposición de pequeños granos con forma de cuña, y es debida a que bajo determinados ángulos de giro la polarización del mineral impide que la luz polarizada lo atraviese.
Al girar la platina del microscopio, los granos individuales del mineral aparecen negros cuando el ángulo de polarización de la luz coincide con el ángulo de extinción de esos granos en particular. esto provoca un patrón de brillo y oscuridad ondulante a medida que se gira la lámina de mineral, ya que no todos los granos alcanzan el ángulo de extinción simultáneamente. Si se deforma plásticamente al mineral por dislocación, un proceso sin recuperación, el esfuerzo deforma el reticulado del mineral causando que se pandee, y esto provoca que diferentes partes de la lámina alcancen el ángulo de extinción en ángulos de giro ligeramente diferentes, otorgándole al cristal un característico aspecto moteado e irregular.
La extinción ondulante es muy común en el cuarzo, tanto es así que a menudo es utilizada como una característica diagnóstica de ese mineral, y en varias clases de feldespato, pero es posible que ocurra en la mayoría de los minerales.
Es posible identificar por este medio si un porfiroblasto es anterior al evento de deformación madre en una reacción metamórfica; si un porfiroblasto exhibe una extinción ondulatoria clara, esto es un signo preciso de que ese mineral existía  antes de que la roca madre fuera creada.